# 선훤
선훤(宣萱, 쉬안쉬안, 영문명 Jessica Hester Hsuan, 초기 영문명 Jessica Hsuan, 1970년 8월 18일 ~ )은 영국 국적의 홍콩 여성 영화배우, 텔레비전 연기자, 광고 모델, 가수이다. 원적지는 중화인민공화국 상하이이다. 1991년 광고 모델로 첫 데뷔하였고 1993년 텔레비전 드라마에서 연기자로 데뷔하였으며 이어 같은 해 영화 《풍진삼협(風塵三俠)》으로 영화배우로 데뷔하였다. 1997년에는 가수로도 데뷔하였다.

## 학력
- 영국 런던 임페리얼 대학교 재료공학과 졸업

## 출연작품

### 드라마
•심진기
•형사정집당안4
•당부성룡
•천녀유혼
•채색세계
•유금세월